# Índice ultravioleta

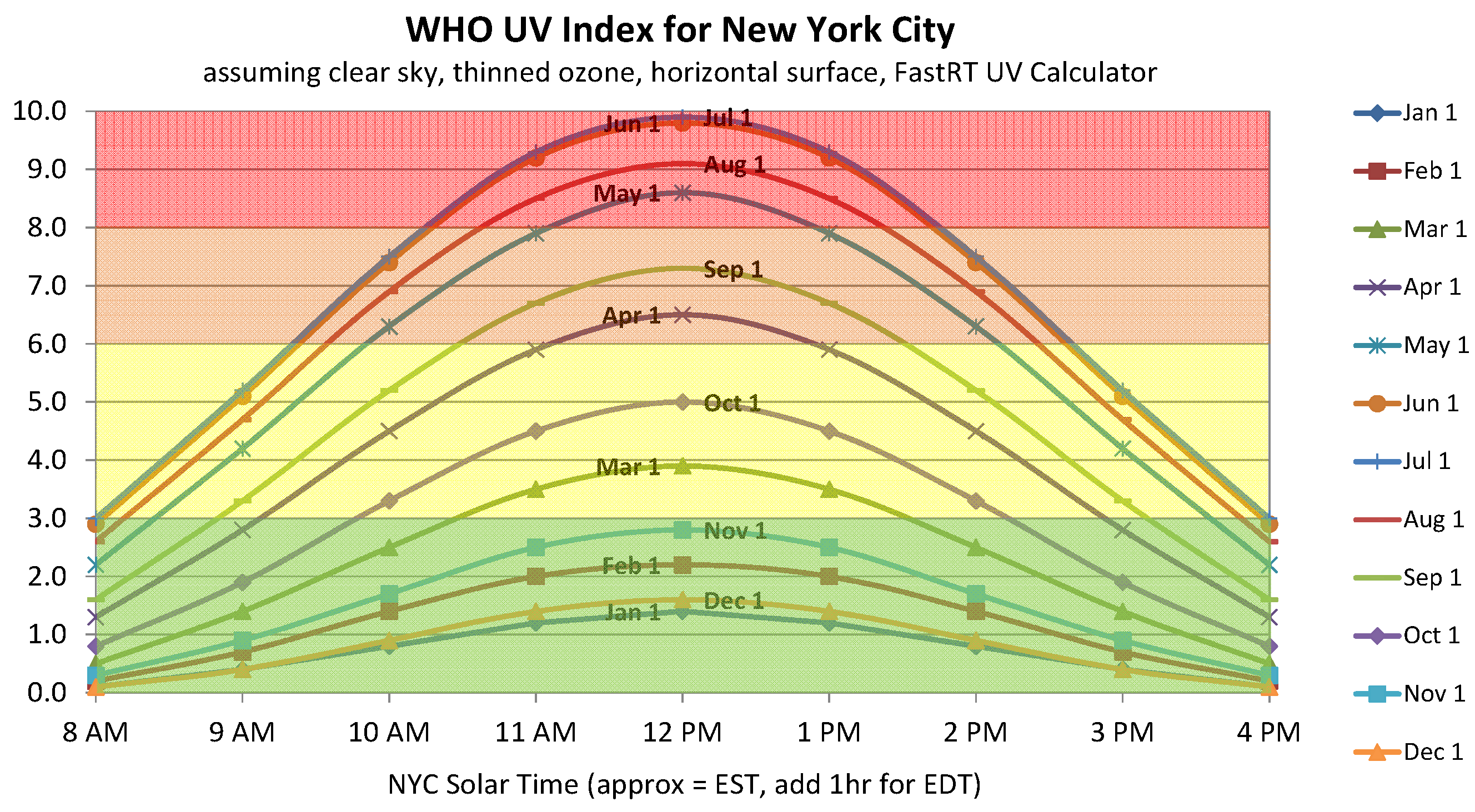
Variação típica do Índice UV de acordo com a hora do dia e época do ano

O índice ultravioleta (IUV) é um padrão internacional de medição da força de raios ultravioleta (UV) em um determinado lugar e tempo. A escala foi desenvolvida por cientistas canadianos em 1992, aprovada e padronizada pela Organização Mundial de Saúde e Organização Meteorológica Mundial em 1994. Ele é usado principalmente em previsões diárias destinadas ao público em geral, e está cada vez mais disponível como uma previsão de hora em hora.
O Índice UV foi concebido como uma escala linear diretamente proporcional à intensidade de radiação UV que causa queimaduras na pele. Por exemplo, se um indivíduo de pele clara (sem protetor solar ou bronzeador) começa a sofrer queimaduras em 30 minutos no Índice UV 6, então esse indivíduo deve esperar ter queimaduras em cerca de 15 minutos no Índice UV 12.
O propósito do Índice UV é ajudar as pessoas a efetivamente proteger-se da radiação UV, que tem benefícios para a saúde em doses moderadas, mas em excesso causa queimaduras solares, envelhecimento da pele, danos ao DNA, câncer de pele, imunossupressão, e danos aos olhos, tais como catarata. Organizações públicas de saúde recomendam que as pessoas se protejam quando gastam um tempo considerável ao ar livre quando o Índice UV é 3 ou superior. Consulte a tabela abaixo para mais detalhes e recomendações.
O bronzeamento é causado pelos raios UV projetados diretamente pelo sol, mas também pelo reflexo no solo. A neve tem uma reverberação média de 85%, areia 50%, água 40% e concreto de 25%. Reverb, assim, acelera o bronzeamento, mas também o risco de queimaduras rápidas.

## Uso
Os índices são os seguintes:
| Índice UV | Cor gráfica | Risco de danos pela exposição desprotegida ao sol, para um adulto médio | Proteção recomendada |
| --------- | ----------- | ----------------------------------------------------------------------- | --- |
| 0.0–2.9   | Verde       | "Baixo"                                                                 | Um Índice UV de de 0 a 2, significa baixa perigo dos raios UV para uma pessoa comum. Use óculos de sol em dias claros. Se você se queima facilmente, se cubra e use protetor solar FPS 30+. Superfícies brilhantes, tais como areia, água e neve, vão aumentar a exposição aos raios UV.                                                                              |
| 3.0–5.9   | Amarelo     | "Moderado"                                                              | Um Índice UV de 3 a 5 significa risco moderado de danos da exposição solar desprotegida. Fique na sombra perto do meio-dia, quando o sol é mais forte. Se estiver ao ar livre, use roupa protetora do sol, um chapéu de abas largas, e óculos de sol com filtro UV. Aplique protetor solar FPS 30+ a cada 2 horas, mesmo em dias nublados, e depois de nadar ou suar. |
| 6.0–7.9   | Laranja     | "Alto"                                                                  | Um Índice UV de 6 a 7 significa alto risco de danos da exposição solar desprotegida. Proteção contra a pele e lesões oculares é necessário. Reduza o tempo de exposição ao sol entre as 10:00h. e 16:00h. Siga as mesmas recomendações do item anterior |
| 8.0–10.9  | Vermelho    | "Muito alto"                                                            | Um Índice UV de 8 a 10 significa risco muito alto de danos. Tomar precauções extra, porque a pele desprotegida e os olhos vão se danificar e podem queimar-se rapidamente. |
| 11.0+     | Violeta     | "Extremo"                                                               | Um Índice UV de 11 ou mais indica risco extremo de dano a partir de desprotegida exposição ao sol. Tomar todas as precauções. |